# Francisco Hernández de Córdoba (założyciel Nikaragui)

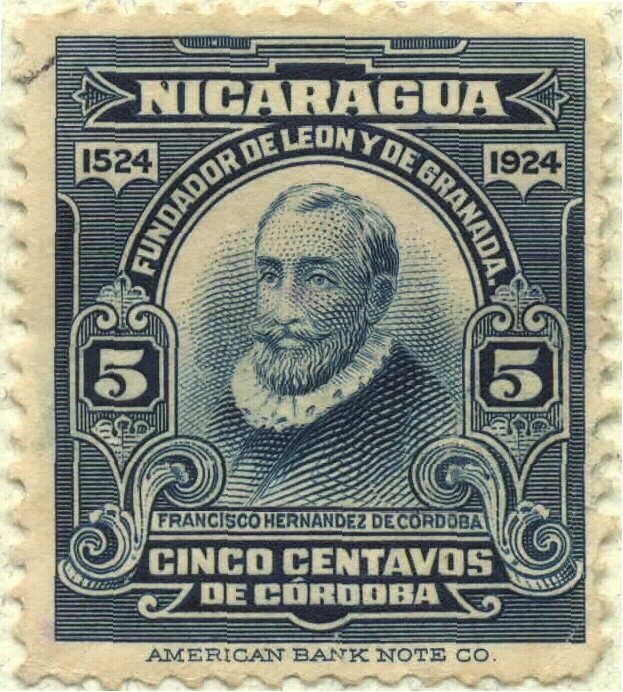
Francisco Hernandez de Cordoba, nikaraguański znaczek pocztowy z 1924 roku.

Francisco Hernández de Córdoba (ur. ok. 1475 ? – zm. 1526) – konkwistador hiszpański z XVI wieku, zwykle przedstawiany jako założyciel Nikaragui. W rzeczywistości jest założycielem dwóch ważnych nikaraguańskich miast, Granady i Leónu.

## Upamiętnienie
Na jego cześć została nazwana waluta Nikaragui – córdoba. Jego wizerunek był umieszczony na licznych nikaraguańskich monetach obiegowych w tym na:
- monetach o nominale 10 centavo bitych z przerwami w latach 1912-1972[3][4][5][6][7];
- monetach o nominale 25 centavo bitych z przerwami w latach 1912-1974[8][9][10][11][12];
- monetach o nominale 50 centavo bitych z przerwami w latach 1912-1974[13][14][15][16];
- srebrnej monecie o nominale 1 córdoby wyemitowanej w 1912 roku[17];
- monetach o nominale 5 centavo bitych z przerwami w latach 1943-1972[18][19][20][21];
- monecie o nominale 1 córdoby wyemitowanej w 1972 roku[22];